# Мортон (округ, Канзас)
Мо́ртон (англ. Morton County) — округ в штате Канзас, США. Официально образован 20 февраля 1886 года. По состоянию на 2010 год, численность населения составляла 3 233 человека.

## География
По данным Бюро переписи США, общая площадь округа равняется 1 890,546 км2, из которых 1 890,495 км2 суша и 0,020 км2 или 0,003 % это водоёмы.

## Население
По данным переписи населения 2000 года в округе проживает 3 496 жителей в составе 1 306 домашних хозяйств и 961 семей. Плотность населения составляет 2,00 человека на км2. На территории округа насчитывается 1 519 жилых строений, при плотности застройки около 1,00-го строения на км2. Расовый состав населения: белые — 88,39 %, афроамериканцы — 0,20 %, коренные американцы (индейцы) — 1,14 %, азиаты — 1,06 %, гавайцы — 0,00 %, представители других рас — 7,52 %, представители двух или более рас — 1,69 %. Испаноязычные составляли 14,10 % населения независимо от расы.
В составе 36,60 % из общего числа домашних хозяйств проживают дети в возрасте до 18 лет, 64,20 % домашних хозяйств представляют собой супружеские пары проживающие вместе, 6,80 % домашних хозяйств представляют собой одиноких женщин без супруга, 26,40 % домашних хозяйств не имеют отношения к семьям, 24,30 % домашних хозяйств состоят из одного человека, 9,20 % домашних хозяйств состоят из престарелых (65 лет и старше), проживающих в одиночестве. Средний размер домашнего хозяйства составляет 2,63 человека, и средний размер семьи 3,15 человека.
Возрастной состав округа: 29,30 % моложе 18 лет, 8,00 % от 18 до 24, 27,20 % от 25 до 44, 21,50 % от 45 до 64 и 21,50 % от 65 и старше. Средний возраст жителя округа 36 лет. На каждые 100 женщин приходится 94,40 мужчин. На каждые 100 женщин старше 18 лет приходится 93,70 мужчин.
Средний доход на домохозяйство в округе составлял 37 232 USD, на семью — 43 494 USD. Среднестатистический заработок мужчины был 31 875 USD против 19 474 USD для женщины. Доход на душу населения составлял 17 076 USD. Около 8,50 % семей и 10,50 % общего населения находились ниже черты бедности, в том числе — 14,00 % молодёжи (тех, кому ещё не исполнилось 18 лет) и 5,20 % тех, кому было уже больше 65 лет.